# Лютеранская церковь (Клуж-Напока)
Лютеранская церковь в городе Клуж-Напока, Румыния. Построена в 1816—1829 годах по проекту архитектора Георга Винклера. В архитектуре сочетаются элементы неоклассицизма и барокко.
Здание имеет 33,8 метров в длину, 18 метров в ширину и 43-метровую башню. На фасаде башни имеется надпись pietati. Сакристия была украшена Иоганном Гентилуомо. В 1913 году в церкви был установлен орган, сделанный в городе Людвигсбурге.